# Atherton Laburnum Rovers F.C.
Câu lạc bộ bóng đá Atherton Laburnum Rovers là một câu lạc bộ bóng đá có trụ sở tại Atherton, Greater Manchester, Anh. Là thành viên đầy đủ của Lancashire County FA, đội hiện là thành viên của North West Counties League Division One North và thi đấu ở Crilly Park.

## Lịch sử
Câu lạc bộ được thành lập với tư cách là một đội dưới 14 tuổi bởi Joe Riley vào năm 1956, và ban đầu có tên là Laburnum Rovers, được đặt theo tên của Laburnum Playing Fields nơi họ chơi lần đầu tiên. Họ tham gia Briarcroft Junior League vào tháng 12 năm đó mặc dù mùa giải đã bắt đầu, vì có một số đội lẻ do các câu lạc bộ khác bỏ cuộc; trận đấu đầu tiên của đội là tại League Cup với Marsh Players A, trận đấu mà họ đã thua 10-0.
Vì các cầu thủ vượt quá giới hạn độ tuổi của giải đấu, câu lạc bộ đã đăng ký tham gia Liên đoàn Farnworth dưới 17 tuổi. Tuy nhiên, nó đã kết thúc trước khi mùa giải bắt đầu, và câu lạc bộ đã đăng ký tham gia Leigh & District League, một giải đấu đủ tuổi. Năm 1961 họ tham gia Bolton Combination. Đội đã giành được Division Two và Division Two Trophy vào mùa giải 1965-66, và sau khi chuyển đến một sân vận động mới vào mùa hè năm 1966, được thăng hạng lên Division One cho mùa giải 1966-67.
Năm 1980 câu lạc bộ gia nhập Division Two của Cheshire County League, nhưng phải đổi tên vì luật của giải đấu yêu cầu phải có tên của thị trấn; kết quả là trở thành Atherton Laburnum Rovers. Hai mùa giải sau đó, giải đấu hợp nhất với Lancashire Combination để tạo thành North West Counties League, với Atherton được xếp vào Division Two. Ở mùa giải 1984-85, họ đã giành được Bolton Hospital Cup, đánh bại Scotts Park United 3-1 trong trận chung kết.
Mặc dù đứng thứ hai từ dưới lên của Division Two trong mùa giải 1986-87 câu lạc bộ đã được thăng hạng lên Division One như một phần của việc tổ chức lại giải đấu và do chất lượng của cơ sở vật chất tại Crilly Park. Ở mùa giải 1992-93 câu lạc bộ đã giành được chức vô địch Division One, và sau khi giữ được danh hiệu này vào mùa giải tiếp theo, đã được thăng hạng lên Division One của Northern Premier League. Mùa giải 1993-94 cũng chứng kiến họ vào đến bán kết FA Vase, để thua 1-2 trước Diss Town trong trận đá lại tại VS Rugby sau khi hai lượt chung cuộc 3-3; trận tứ kết với Aldershot chứng kiến việc thiết lập kỷ lục của câu lạc bộ là 1.856 khán giả.
Câu lạc bộ đã trải qua ba mùa giải ở Northern Premier League, trước khi xếp cuối giải vào mùa giải 1996-97, dẫn đến việc phải xuống hạng trở lại Division One của North West Counties League. Năm 1998-99, họ giành được Goldline Trophy, đánh bại Atherton Town 3-0 trong trận chung kết trên sân Hilton Park ở Leigh. Ở mùa giải 1999-2000 câu lạc bộ lại xuống hạng lần nữa, lần này là ở Division Two, sau khi xếp cuối bảng Division One. Tuy nhiên, kết thúc ở vị trí thứ ba tại Division Two ởmùa giải sau đó đã giúp đội thăng hạng trở lại Division One ngay lần đầu tiên. Đội cũng có lần thứ hai vô địch Bolton Hospital Cup khi đánh bại Ramsbottom United 2-1 trong trận chung kết.
Mùa giải 2003-04 chứng kiến Atherton giành được hai danh hiệu; Goldline Trophy đã giành được khi Blackrod Town bị đánh bại 4-1 trên Sân vận động Reebok, trong khi giành được Bolton Hospital Cup với chiến thắng 3-1 trước Eagley tại cùng địa điểm. Đội tiếp tục thi đấu tại giải (được đổi tên thành Premier Division vào năm  2008) cho đến khi xếp cuối bảng vào mùa giải 2011-12, sau đó họ bị xuống hạng đến Division One.

## Sân vận động
Câu lạc bộ tổ chức các trận đấu trên sân nhà tại Crilly Park, có sức chứa 3.000 người, trong đó có 250 chỗ ngồi; ba mặt của sân có mái che.
Ban đầu đội chơi ở Laburnum Road Playing Fields, từ đó họ lấy tên của mình, và sử dụng một nhà kho trong khu phân bổ gần đó làm phòng thay đồ. Hai mùa sau họ chuyển sang Hag Fold. Để đi tiếp trong Bolton Combination, câu lạc bộ được yêu cầu cung cấp cơ sở vật chất tốt hơn, vì vậy đã có được một cánh đồng nơi họ mở sân Greendale vào năm 1966.
Vào đầu những năm 1980, sân được đổi tên thành Crilly Park để vinh danh cựu chủ tịch Jack Crilly, người đã qua đời vào năm 1980. Một khán đài được dựng lên phía sau một khung thành vào năm 1983, với hai khu vực có mái che nữa được xây dựng vào năm 1986 và tiếp tục được che phủ vào năm 1991. Dàn đèn được được lắp đặt vào năm 1989, với nhà câu lạc bộ mới và phòng thay đồ được xây dựng hai năm sau đó.

## Danh hiệu
- North West Counties Football League
  - Vô địch Division One 1992-93, 1993-94
  - Vô địch Championship Trophy 1992-93, 1993-94
- Bolton Combination
  - Vô địch Division Two A 1965-66
  - Vô địch Division Two Cup 1964-65, 1965-66
- Goldline Trophy
  - Vô địch 1998-99, 2003-04, 2004-05
- Bolton Hospital Cup
  - Vô địch 1984-85, 2001-02, 2003-04
- Westhoughton Charity Cup
  - Vô địch 1981-82

## Kỉ lục
- Kỉ lục số khán giả: 1.740 với Aldershot Town 1993-94[6]
- Thành tích tốt nhất tại Cúp FA: Vòng loại thứ ba, 1996-97
- Thành tích tốt nhất tại FA Trophy: Vòng loại thứ nhất, 1994-95, 1995-96, 1996-97
- Thành tích tốt nhất tại FA Vase: Bán kết, 1993-94